# Tour de Cartier
El Tour de Cartier, oficialment Tour of Cartier - East Mediterrannean Cycling Prohect, és una competició ciclista per etapes que es disputa a Turquia. La primera edició es disputà el 2018 ja formant part del calendari de l'UCI Europa Tour.

## Palmarès
| Any  | Vencedor          | Segon       | Tercer             |
| ---- | ----------------- | ----------- | ------------------ |
| 2018 | Cristian Raileanu | Onur Balkan | Oleksandr Polivoda |

´